# Spirobolus pictus
Spirobolus pictus är en mångfotingart som beskrevs av Koch 1865. Spirobolus pictus ingår i släktet Spirobolus och familjen Spirobolidae. Inga underarter finns listade i Catalogue of Life.